# Смит (округ, Миссисипи)
Округ Смит (англ. Smith County) — округ штата Миссисипи, США. Население округа на 2010 год составляло 16491 человек. Административный центр округа — город Роли.

## История
Округ Смит основан в 1833 году.

## География
Округ занимает площадь 1647.2 км2.

## Демография
Согласно переписи населения 2000 года, в округе Смит проживало 16182 человек (данные Бюро переписи населения США). Плотность населения составляла 9.8 человек на квадратный километр.
В 2010 году было зарегистрировано 16491 человек. Плотность составила 9.991 человек на км2.
Естественный прирост за период с 2000 по 2008 года составил -0.28%.